# Deströyer 666
Deströyer 666 er et australsk/hollandsk blackened death/thrash metal-band. Bandet startede som et enmandsband for K. K. Warslut mens han boede i Australien, men har i dag medlemmer fra både England, Holland og Tyskland.

## Medlemmer
- K. K. Warslut – vokal, guitar, bas
- Ian Shrapnel – guitar, vokal
- Matthew Petropoulos – bas
- Mersus – trommer

### Tidligere medlemmer
Tekst mangler, hjælp os med at skrive teksten

## Diskografi

### Studiealbum
- 1997: Unchain the Wolves
- 2000: Phoenix Rising
- 2002: Cold Steel... For an Iron Age
- 2009: Defiance

### Ep'er
- 1995: Violence Is the Prince of This World
- 1998: Satanic Speed Metal
- 2000: King of Kings / Lord of the Wild
- 2002: ...Of Wolves, Women & War
- 2003: Terror Abraxas

### Demoer
- 1994: Six Songs with the Devil